# Магнолія верболиста (пам'ятка природи)
Маґно́лія верболи́ста — ботанічна пам'ятка природи місцевого значення в Україні. Розташована в межах міста Львова, на вулиці Рудницького, 15.
Площа 0,05 га. Статус надано 1984 року. Перебуває у віданні міськжитлоуправління.
Статус надано з метою збереження одного екземпляра маґнолії верболистої (Magnolia salicifolia), ендеміка Японії.

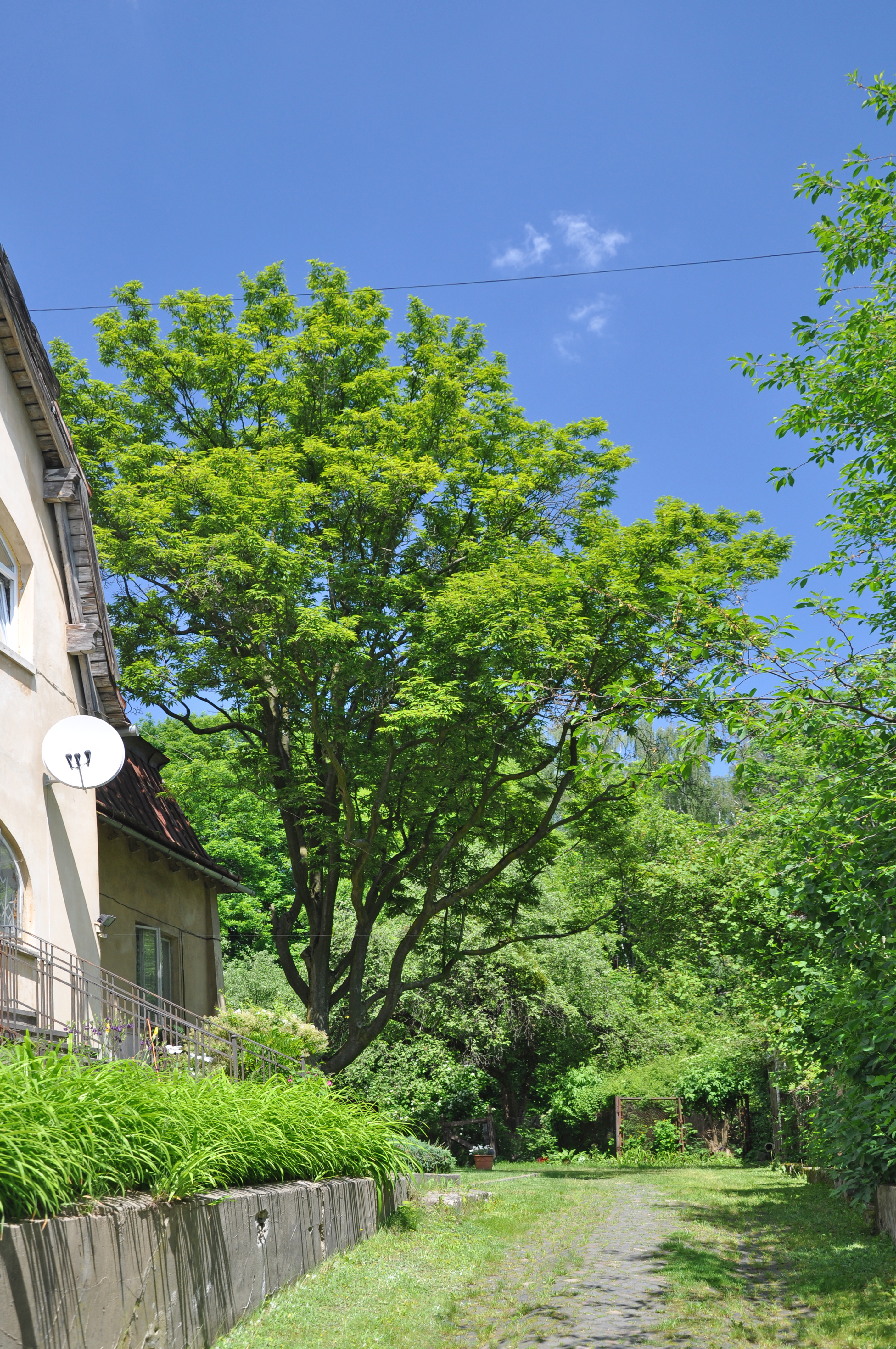